# Bandera de Vanuatu
La bandera nacional de Vanuatu va ser adoptada el 13 de febrer de 1980.
Els colors presents a la bandera (vermell, verd, groc i negre) són els propis del Partit Vanua'aku, formació que conduí el procés d'independència l'any 1980. Una comissió parlamentària fou l'encarregada d'aprovar el disseny final a partir de les propostes de diferents artistes del país.
El verd representa la riquesa de l'arxipèlag, el vermell és el símbol de la sang dels homes i dels porcs senglars, i el negre representa als habitants originals de les illes. El Primer Ministre del país sol·licità la inclusió de franges grogues per ressaltar el color negre. Aquestes franges, en forma de Y, representen la llum de l'Evangeli il·luminant la forma que descriu l'arxipèlag sobre les aigües de l'oceà Pacífic (A Vanuatu aproximadament el 90% de la població és cristiana).
L'emblema sobre el triangle negre és l'ullal d'un porc senglar -símbol de la prosperitat que es porta com a penjoll a totes les illes-, dins del qual hi ha dues fulles d'una planta local anomenada namele. Aquestes fulles representen una mostra de pau, i les seves 39 puntes representen als 39 membres de l'Assemblea Legislativa de Vanuatu. Tots dos elements els trobem també a l'escut nacional.

## Altres banderes

Bandera naval.